# 北迷县
北迷县（越南语：／），又译北糜县，是越南河江省下辖的一个县，面积864.28平方公里，2018年时总人口60500人。

## 地理
北迷县东接高平省保林县，西接河江市和渭川县，南接宣光省那𧯄县和林平县，北接安铭县。

## 历史
2009年3月31日，安富社改制为安富市镇。
2025年6月12日，宣光省和河江省合并成新的宣光省，北迷县随之短暂划归宣光省管辖。6月16日，越南国会废除县级政区，北迷县随之废除；坪𪥛社和安强社合并成新的安强社，棠阴社、富南社和棠鸿社合并成新的棠鸿社，安富市镇、安丰社和乐农社合并成北迷社，铭玉社、上新社和安定社部分区域合并成新的铭玉社，安定社剩余区域并入玉塘社，铭山社、甲中社不作调整，各新社均隶属宣光省直接管辖。

## 行政区划
北迷县下辖1市镇12社，县莅安富市镇。
- 安富市镇（Thị trấn Yên Phú）
- 棠阴社（Xã Đường Âm）
- 棠鸿社（Xã Đường Hồng）
- 甲中社（Xã Giáp Trung）
- 乐农社（Xã Lạc Nông）
- 铭玉社（Xã Minh Ngọc）
- 铭山社（Xã Minh Sơn）
- 坪𪥛社（Xã Phiêng Luông）
- 富南社（Xã Phú Nam）
- 上新社（Xã Thượng Tân）
- 安强社（Xã Yên Cường）
- 安定社（Xã Yên Định）
- 安丰社（Xã Yên Phong）